# Romy Müller
Ne pas confondre avec l'actrice Romy Schneider
Pour les articles homonymes, voir Romy Schneider (homonymie), Schneider et Müller.
Romy Müller, née Romy Schneider le 26 juillet 1958 à Lübbenau dans le Brandebourg, est une athlète est-allemande qui a été sacrée championne olympique.

## Carrière
Romy Müller a remporté le titre olympique du relais 4 × 100 m féminin aux Jeux olympiques d'été de 1980 à Moscou. Elle faisait partie de l'équipe d'Allemagne de l'Est, avec ses compatriotes Bärbel Wöckel, Ingrid Auerswald et Marlies Göhr, qui améliorait en finale le record du monde en 41 s 60. À ces mêmes jeux, elle terminait cinquième sur 100 m et quatrième sur 200 m.
Elle a établi six records du monde en relais (cinq fois sur 4 × 100 m et une fois sur 4 × 200 m). Avant les Jeux de 1980, elle a remporté deux fois la coupe d'Europe des nations, en 1977 et en 1979. Elle terminait deuxième toujours en relais de la coupe du monde des nations en 1977 et en 1979. En 1981, elle a eu un fils (Christian) et en 1985, une fille (Tina). Après ses deux maternités, elle n'a pas réussi son retour à la compétition. Elle devenue infirmière à Berlin.
Romy Müller faisait partie du SC Dynamo Berlin et s'entraînait sous la direction d'Inge Utecht. En compétition, elle pesait 61 kg pour 1,68 m.

## Palmarès

### Jeux olympiques d'été
- Jeux olympiques d'été de 1980 à Moscou (Union soviétique)
  - 5e sur 100 m en 11 s 16
  - 4e sur 200 m
  -  Médaille d'or en relais 4 × 100 m

## Sources
- (de) Cet article est partiellement ou en totalité issu de l’article de Wikipédia en allemand intitulé « Romy Müller » (voir la liste des auteurs).